# Кауилжирський сільський округ
Кауилжи́рський сільський округ (каз. Қауылжыр ауылдық округі, рос. Кауылжырский сельский округ) — адміністративна одиниця у складі Шалкарського району Актюбінської області Казахстану. Адміністративний центр — село Кауилжир.
Населення — 1484 особи (2021; 1862 у 2009, 1857 у 1999, 1612 у 1989).
Станом на 1989 рік існувала Солона сільська рада (село Компресорне, селища Роз'їзд 65, Роз'їзд 66, Роз'їзд 67, Солоний, Улпан), село Саришоки перебувало у складі Актогайської сільради. 1997 року Солоний сільський округ отримав сучасну назву, до складу округу увійшло село Саришоки Актогайського сільського округу. Село Саришоки було ліквідоване згідно з рішенням масліхату Актюбінської області від 5 грудня 2007 року №30 та постановою акімату Актюбінської області від 5 грудня 2007 року №396. Станційні селища Роз'їзд 66 та Роз'їзд 67 було ліквідовано 2019 року.

## Склад
До складу округу входять такі населені пункти:
| Населений пункт                | Колишні назви | Населення, осіб (1989) | Населення, осіб (1999) | Населення, осіб (2009) | Населення, осіб (2021) |
| ------------------------------ | ------------- | ---------------------- | ---------------------- | ---------------------- | ---------------------- |
| Кауилжир, село                 | Компресорне   | 969                    | 1246                   | 1266                   | 925                    |
| --Роз'їзд 67, станційне селище | Буйректобе    | 25                     | 31                     | 41                     | -                      |
| Роз'їзд 65, селище             | -             | 11                     | -                      | -                      | -                      |
| Саришоки, село                 | -             | 160                    | 0                      | -                      | -                      |
| Солоний, станційне селище      | -             | 286                    | 445                    | 307                    | 506                    |
| --Роз'їзд 66, станційне селище | Кокпек        | 45                     | 34                     | 59                     | -                      |
| Улпан, село                    | -             | 116                    | 101                    | 189                    | 53                     |